# Joe Venuto
Joseph A. „Joe“ Venuto (* 20. Juni 1929 in der Bronx, New York City; † 14. Februar 2019) war ein US-amerikanischer Jazz- und Studiomusiker (Vibraphon, Marimba, Perkussion, auch Schlagzeug).

## Leben und Wirken
Venuto wuchs in der New Yorker Bronx in einer italienischen Einwanderer-Familie auf; von seinem Großvetter erhielt er ein erstes Schlagzeugset. Unterricht hatte er bei Henry Adler und schließlich bei Phil Kraus in Mallet-Percussion. Nach dem Master-Abschluss an der Manhattan School of Music wurde er Mitglied des Sauter-Finegan Orchestra, mit dem 1953 erste Plattenaufnahmen entstanden („Doodletown Races“, RCA). In der Kategorie Vibraphon wählten ihn die Leser des Down Beat im Reader’s Poll zum besten Musiker. Solistisch herausgestellt war er bei Sauter-Finegan in den Stücken „Solo for Joe“ und „Swingcussion“.
Ab Mitte der 1950er-Jahre arbeitete Venuto außerdem bei Billy Byers, im Westchester Workshop (1955, u. a. mit Eddie Bert, Carmen Leggio), Kent Harian and his Orchestra, Bobby Dukoff, ab 1956 im Johnny Richards Orchestra, bevor er bei Radio City Music Hall als Studiomusiker in den Aufnahme- und Fernsehstudios tätig war. Unter eigenem Namen spielte er 1959 ein Album für Everest Records ein, an dem u. a. Howard Collins, Julius Ruggiero, Mousie Alexander und Sandi Blaine mitwirkten.
Zu hören ist Venuto auf dem Stan Getz Album Focus als Mitglied des Eddie-Sauter-Orchesters. Im Bereich des Jazz war er zwischen 1953 und 1975 an 104 Aufnahmesessions beteiligt, u. a. auch mit Jack Teagarden, Kenyon Hopkins (The Sound of New York), Rex Stewart (Porgy and Bess Revisited), The Creed Taylor Orchestra, Irene Kral/Al Cohn Orchestra, Mary Ann McCall, Don Costa, Hal Mooney, Ruth Brown, Gene Krupa and His Orchestra, LaVern Baker, Budd Johnson, Marion Montgomery, Benny Goodman, Shirley Scott, Solomon Burke, Gary McFarland, Jim Timmens and His Swinging Brass, Tony Mottola, Johnny Hodges, Hank Jones/Oliver Nelson, Marvin Stamm, Paul Desmond, in den  frühen 70ern noch mit Jay Berliner, Lou Donaldson und Gerry Mulligan. In den frühen 1970er-Jahren verließ er New York City und zog nach Reno in Nevada.